# Gastón Fernández
Gastón Nicolás Fernández (Lanús, 12 ottobre 1983) è un ex calciatore argentino, di ruolo attaccante.

## Carriera

### Club
Soprannominato La Gata, la gatta, cresce nelle giovanili del River Plate. Dopo una parentesi al Racing Avellaneda, nel 2006 viene ceduto in prestito ai messicani del Monterrey. Al termine del contratto, i messicani decidono di non pagare la somma di 2 milioni di dollari necessaria per riscattare il giocatore, che così rientra al River Plate.
L'allenatore del River, Daniel Passarella, ritiene che la squadra abbia fin troppi attaccanti e decide il 15 novembre 2006 di venderlo per 1,5 milioni di dollari al San Lorenzo dove, in coppia con Ezequiel Lavezzi, trascina la squadra alla vittoria del Clausura 2007.
Il 18 dicembre 2007, al termine del torneo di Apertura 2007, torna in Messico per vestire la maglia del Tigres. Il costo del trasferimento è di 3,3 milioni di dollari.
Il 30 giugno 2008 passa in prestito annuale all'Estudiantes. Tornato in Messico, il 14 gennaio 2010 rescinde il contratto con il Tigres, è il 2 febbraio firma nuovamente per il club di La Plata.
Il 7 gennaio 2014 passa al Portland Timbers, che lo paga 4.6 milioni di euro.

## Palmarès

### Club

#### Competizioni nazionali
- Campionato argentino: 3

River Plate: Clausura 2003
San Lorenzo: Clausura 2007
Estudiantes: Apertura 2010
- SuperLiga nordamericana: 1

Tigres UANL: 2009

#### Competizioni internazionali
- Coppa Libertadores: 1

Estudiantes: 2009